# Sucre
Sucre Bolívia alkotmányos és igazságszolgáltatási fővárosa (az adminisztratív központ La Paz), egyben Chuquisaca megye székhelye. Az ország déli részén fekszik, 2750 m magasságban. Éghajlata egész évben meleg, mérsékelt.

## Történelem
A várost Pedro Anzures alapította 1538. november 30-án, Ciudad de la Plata de la Nueva Toledo néven. Még ugyanebben az évben II. Fülöp spanyol király megalapította itt az Audiencia de Charcas nevű bíróságot, amelynek illetékessége a mai Paraguay, Északkelet-Peru, Észak-Chile, Argentína és Bolívia nagy részére terjedt ki. Ez a Perui Alkirályság egy alegységének számított. 1601-ben a ferencesek kolostort alapítottak a városban, amely 1609-től érseki székhely is lett. 1624-ben létrehozták a Xavéri Szent Ferenc Egyetemet, amely az Újvilág egyik legrégebbi egyeteme.
A 19. századig La Plata volt a régió igazságszolgáltatási, vallási és kulturális központja. 1839-ben, miután a város Bolívia fővárosa lett, új nevet kapott a forradalmi vezető, Antonio José de Sucre tiszteletére. Miután azonban Potosí gazdasága és ezüstipara lehanyatlott, 1898-ban a kormányzat La Pazba költözött. Sokak szerint Sucre volt az a hely, ahonnan Latin-Amerika Spanyolország elleni függetlenségi harca elindult: itt hangzott el 1809-ben az első szabadságkiáltás a nyugati félteke spanyol gyarmatain. A történelem fintora, hogy Bolívia nyerte el utolsóként a függetlenségét 1825-ben.
1991-ben Sucre óvárosa a világörökség egyik helyszíne lett.

## Lásd még
- Sucre történelmi óvárosa

## Fordítás
- Ez a szócikk részben vagy egészben a Sucre című angol Wikipédia-szócikk ezen változatának fordításán alapul.  Az eredeti cikk szerkesztőit annak laptörténete sorolja fel. Ez a jelzés csupán a megfogalmazás eredetét és a szerzői jogokat jelzi, nem szolgál a cikkben szereplő információk forrásmegjelöléseként.